# 巨轮街道
巨轮街道，是中华人民共和国山西省太原市杏花岭区下辖的一个乡镇级行政单位。

## 行政区划
巨轮街道下辖以下地区：
胜利西街社区、大北门东社区、大北门西社区、营坊街社区、北大街东社区、北大街中社区、北大街西社区、沙河堡社区、小北关社区、上北关社区、程家村东社区、程家村西社区、胜利桥东社区和西苑社区。